# Lietuvos šachmatų lyga
Lietuvos šachmatų lyga – najwyższa klasa drużynowych rozgrywek szachowych na Litwie, organizowana przez Lietuvos šachmatų federacija. Zwycięzca ligi zostaje mistrzem Litwy.

## Historia
Liga odbywa się od 2005 roku. Początkowo była rozgrywana systemem każdy z każdym w dziesięciodrużynowym składzie. W sezonie 2006/2007 zorganizowano turniej z podziałem na dwie grupy finałowe, później wrócono do klasycznego systemu ligowego. Od 2012 mistrzostwa rozgrywane są systemem szwajcarskim na dystansie siedmiu rund.

## Medaliści
| Sezon     | 1. miejsce                  | 2. miejsce                  | 3. miejsce                  | Źródło |
| --------- | --------------------------- | --------------------------- | --------------------------- | ------ |
| 2005/2006 | NSEL30 Wilno                | VŠŠSM Wilno                 | Dubysa Szawle               | [ 2 ]  |
| 2006/2007 | NSEL30 Wilno                | Bokštas Płungiany           | Bokštas Kłajpeda            | [ 3 ]  |
| 2007/2008 | VŠBK Wilno                  | Babilonas Poniewież         | Margiris Kowno              | [ 4 ]  |
| 2008/2009 | VŠBK NŠL Wilno              | Margiris Kowno              | Bokštas Płungiany           | [ 5 ]  |
| 2009/2010 | Margiris Kowno              | ŠK Panevėžys                | Bokštas Płungiany           | [ 6 ]  |
| 2010/2011 | Margiris Kowno              | ŠK Panevėžys                | AG Kowno                    | [ 7 ]  |
| 2012      | Margiris Kowno              | Chess United Wilno          | Trys nuliai Kowno           | [ 8 ]  |
| 2013      | Margiris Kowno              | MRU Wilno                   | Babilonas Poniewież         | [ 9 ]  |
| 2014      | Margiris Kowno              | VŠŠSM Wilno                 | ŠK Panevėžys                | [ 10 ] |
| 2015      | Gigant Chess Poniewież      | Margiris Kowno              | MRU Wilno                   | [ 11 ] |
| 2016      | Margiris Kowno              | Ežerėlio vaivorykštė Kowno  | Chess United Wilno          | [ 12 ] |
| 2017      | Makabi Wilno                | Gigant Chess Poniewież      | MRU Wilno                   | [ 13 ] |
| 2018      | Ežerėlio vaivorykštė Kowno  | MRU - ROSK Consulting Wilno | Margiris Kowno              | [ 14 ] |
| 2019      | MRU - ROSK Consulting Wilno | Chess United Wilno          | Margiris Kowno              | [ 15 ] |
| 2020      | MRU - ROSK Consulting Wilno | Chess United Wilno          | Gigant Chess Poniewież      | [ 16 ] |
| 2021      | ŠBK Kowno                   | MRU - ROSK Consulting Wilno | BTT Cloud Wilno             | [ 17 ] |
| 2022      | MRU - ROSK Consulting Wilno | ŠBK Kowno                   | Margiris Kowno              | [ 18 ] |
| 2023      | MRU - ROSK Consulting Wilno | Juoda balta Wilno           | ES Security Kowno           | [ 19 ] |
| 2024      | Chess United Wilno          | Juoda balta Wilno           | MRU - ROSK Consulting Wilno | [ 20 ] |
| 2025      | Panevėžio ŠK                | ŠBK Kowno                   | VŠK Wilno                   | [ 21 ] |